# Переяславська публічна бібліотека
Перея́славська публі́чна бібліоте́ка — комунальний заклад Переяславської міської ради, що об'єднує опорну бібліотеку  міста Переяслава та 7 філій у селах Переяславської громади.

## Структура та керівництво
Внаслідок адміністративно-територіальної реформи у грудні 2020 року було ліквідовано Переяслав-Хмельницьку ЦБС, що існувала близько 40 років та об'єднувала Переяслав-Хмельницьку Центральну районну бібліотеку, Дитячу районну бібліотеку, міські та сільські бібліотеки-філіали.
Рішенням сесії Переяславської міської ради від 24 грудня 2020 року № 05-05-VIII було створено КЗ «Переяславська публічна бібліотека», до складу якого увійшли структурні підрозділи Переяслав-Хмельницької ЦБС у місті (колишні Центральна районна бібліотека та Дитяча районна бібліотека) та бібліотеки-філії у 7 селах: Велика Каратуль, Вовчків, Гайшин, Гланишів, Дем'янці, Мазінки, Харківці.
Переяславська публічна бібліотека розпочала свою працю 10 лютого 2021 року, у приміщенні колишньої Центральної районної бібліотеки. Її директором стала Майстренко Тетяна Миколаївна, до ліквідації вона очолювала Переяслав-Хмельницьку ЦБС.

## Фонди та діяльність
Фонд Переяславської публічної бібліотеки налічує близько 50 000 примірників.
На базі бібліотеки діє літературна студія «Дитинець».